# Daniel Havel
Daniel Havel (n. 10 august 1991, Praga, Cehoslovacia) este un caiacist ce a reprezentat Cehia, medaliat olimpic. A participat la 3 ediții ale Jocurilor Olimpice (2012, 2016, 2024) în care a câștigat două medalii de bronz.